# Landsat 7
O Landsat 7 é um satélite artificial norte-americano de pesquisas terrestres. O Landsat 7 é fruto de uma parceria entre a NASA e o USGS, ambas agências de pesquisa do governo norte-americano. O Programa Landsat é gerido e operado pelo USGS, e os dados do Landsat 7 são coletados e distribuídos pelo USGS. O programa NASA World Wind permite aos usuários fazer "voos virtuais" em 3D utilizando dados do Landsat 7 e de outros satelites orbitais.
O Landsat 7 foi lançado da Base da Força Aérea de Vandenberg, no oeste do estado da Califórnia, Estados Unidos. Foi lançado através de um foguete Delta II 7920 em 15 de abril de 1999.